# Обуховицьке ткацтво
Обуховицьке ткацтво — узористе ткацтво, у якому переважно домінують червоний, чорний та білий кольори. Побутує в селі Обуховичі Вишгородського  району Київської області. У 2023 році внесено до Національного переліку нематеріальної культурної спадщини.
Для створення узористих рушників скатертин-настільників, ряден тв інших виробів використовувався ремізно-човниковий спосіб ткацтва, деякі елементи візерунка виконуються способом ручного перебору. Верстат має складну систему так званих ремізок, зв’язаних петлями, що підіймають окремі нитки чи групи ниток основи.
Розквіт ремесла став поштовхом для організації роботи Цеху декоративного ткацтва в Обуховичах, який входив до складу Київського виробничо-художнього об’єднання ім. Т. Г. Шевченка, відкрите в 1958 році за ініціативи Ганни Іванівни Верес та її матері Марії Маркелівни Пособчук. Цех виготовляв традиційні текстильні вироби – рушники, доріжки, серветки, скатертини, наволочки для диванних подушок. 
Відомі майстрині:
- Верес Ганна Іванівна
- Верес Валентина Іванівна
- Верес Олена Іванівна
- Пособчук Марія Маркелівна
- Бондарева Ольга Кирилівна